# Nyankuruhe
Nyankuruhe är ett vattendrag i Burundi.   Det ligger i provinsen Makamba, i den södra delen av landet, 120 km söder om huvudstaden Bujumbura.
Omgivningarna runt Nyankuruhe är en mosaik av jordbruksmark och naturlig växtlighet. Runt Nyankuruhe är det ganska tätbefolkat, med 80 invånare per kvadratkilometer.